# Port Gamble
Port Gamble ist ein gemeindefreier Ort im Kitsap County im US-Bundesstaat Washington. Der Ort ist eine Firmensiedlung und liegt acht Kilometer nordwestlich von Kingston auf der Kitsap Peninsula an einer gleichnamigen Bucht an der Einfahrt in den Hood Canal.

## Geschichte
Die Bucht von Port Gamble wurde in der Sprache der Indianer Teekalet genannt, was mit Helle in der Mittagsstunde übersetzt wird und sich angeblich auf den hellen Sandstrand bezieht. Die Wilkes-Expedition benannte die Bucht 1841 nach Robert Gamble, einem US-Marineoffizier und Kriegsheld des Britisch-Amerikanischen Krieges von 1812.
1853 ließen William Talbot und Andrew Pope, zwei Unternehmer aus Maine, in Port Gamble ein Sägewerk errichten. Das benötigte Bauholz wurde an Ort und Stelle geschlagen. Das weitere zu verarbeitende Holz wurde über den Hood Canal angeliefert und als Bauholz für Bergbau, Häuser oder Schiffe nach San Francisco verkauft, wo wegen des Goldrausches erhebliche Nachfrage bestand. Der General Store des Sägewerks war auch für Kunden aus der Umgebung offen, was eine zusätzliche Einnahmequelle bedeutete. Die Arbeiter lebten an der Küste und in Nähe des Sägewerks in Blockhäusern, die auch Schutz vor befürchteten Indianerangriffen bieten sollten. 

### Gefecht von Port Gamble
Tatsächlich kam es im November 1856 zu einem Gefecht zwischen dem US-Kriegsschiff USS Massachusetts und einer Gruppe von Tlingit, die mit sieben großen Kriegskanus von Kupreanof Island und aus der Gegend um Stikine im damals russischen Südalaska zu einem Raubzug aufgebrochen waren. Nach Überfällen auf Indianersiedlungen der Steilacoom ruderten die Tlingit an den Strand von Port Gamble, wo Angehörige von ihnen im Sägewerk arbeiteten. Der Kapitän des Kriegsschiffs ließ den Indianern durch eine Landungstruppe ausrichten, das sie im Schlepp des Dampfers den Puget Sound verlassen sollten. Die Aufforderung wurde abgelehnt, und das Kriegsschiff eröffnete das Feuer. In dem folgenden Gefecht wurden 27 Indianer getötet und 21 verwundet, darunter ein Häuptling, der später seinen Verwundungen erlag. Von dem Kriegsschiff wurde nur ein Matrose getötet. Die Matrosen verbrannten bis auf eines die Kanus der Indianer und nahm die 87 Überlebenden gefangen. Die Massachusetts brachte sie nach Victoria, doch der britische Gouverneur James Douglas verbot den Indianern an Land zu gehen, da ihre Heimat außerhalb seines Zuständigkeitsbereichs läge. Der Kapitän der Massachusetts kaufte für sie neue Kanus, schleppte sie bis Nanaimo und schickte sie mit Proviant für 15 Tage versehen zurück in die Heimat, nicht ohne sie vor einer erneuten Unternehmung in das Gebiet des Puget Sound zu warnen. Im kommenden Jahr kam es dennoch zu einem Rachezug der Indianer, die als Vergeltung für den Tod ihres Häuptlings auf Whidbey Island landeten und Oberst Isaac Ebey ermordeten. Zum Schutz vor weiteren Angriffen wurde Fort Townsend errichtet.

### Wachstum im 19. Jahrhundert
1858 arbeiteten in den Sägewerken von Port Gamble bereits 175 Arbeiter. Obwohl viele Unternehmer aus Neuengland, vor allem aus Maine kamen, waren auch viele Indianer dort beschäftigt, die in einer Little Boston genannten Siedlung am gegenüberliegenden Ufer des Hood Canal lebten (Hardy Green, S. 42). Die Firma Pope & Talbot rodete das Gelände der Hügel oberhalb des Sägewerks für eine neue Siedlung, die im Stil der Dörfer Neuenglands, woher die Firmengründer und auch viele der Arbeiter stammten, mit Holzhäusern mit verschindelten Giebeln und Holzzäunen um die Gärten erbaut wurde. Unverheiratete Arbeiter wohnten in einem Gemeinschaftshaus und aßen in einem gemeinsamen Speisesaal, für die Familien der Arbeiter ließ die Firma neben dem General Store auch eine Schule und 1879 eine Kirche errichten, die der Kirche in East Machias, der Heimatstadt von Pope und Talbot nachempfunden ist. Da Port Gamble eine Firmensiedlung war, änderte sich der Baustil nur langsam, die Puget Mill Company behielt bei Neubauten weiter an einen modifizierten Neu-England-Stil fest. 
1875 besaß die Puget Mill Company, die aus Pope & Talbot hervorgegangen war, den größten Waldbestand für Holzwirtschaft im Washington-Territorium. 1877 erwarb sie die Utsalay Mill auf Camano Island und 1878 das Sägewerk in Port Ludlow. Nach dem Tod von Pope 1878 und dem von Talbot 1881 führte der Hauptgeschäftsführer Cyrus Walker die Firma weiter. Der Goldrausch in Alaska sorgte ab 1896 für weitere Nachfrage nach Holz aus Port Gamble, das auch bis nach England, Australien und Peru verkauft wurde. Cyrus Walker starb 1913. 

### Port Gamble im 20. Jahrhundert
1925 wurde die Puget Mill Company an die McCormick Lumber Company aus Delaware verkauft. Die Firma ließ das Sägewerk erheblich erweitern, doch durch die Weltwirtschaftskrise sank die Nachfrage nach Holz 1932 auf den niedrigsten Stand seit 1904. 1935 wurde das Sägewerk in Port Gamble stillgelegt, 1938 musste McCormick Lumber Bankrott anmelden. Pope & Talbot erwarb Port Gamble zurück und betrieb das Sägewerk weiter. Zu dieser Zeit hatte die Siedlung mit 160 Gebäuden seine größte Ausdehnung. Mitte der 1960er Jahre erkannte Pope & Talbot den historischen Wert von Port Gamble, restaurierte 30 Gebäude und reinstallierte eine historische Gaslaternenbeleuchtung. Im November 1966 wurde Port Gamble als Historic District in das National Register of Historic Places eingetragen und als ein National Historic Landmark anerkannt. 85 Gebäude blieben erhalten und bieten einen Einblick in eine Architektur, die 60 Jahre lang in der Region beliebt war. Das älteste Haus, das Thompson House, wurde 1859 erbaut, das neueste ist die Autowerkstatt und Tankstelle von 1920. Bis auf die Feuerwache und die Masonic Lodge befinden sich alle Gebäude an ihren originalen Standorten. Am 30. November 1995 war das Sägewerk letztmals in Betrieb, zu der Zeit war es das am längsten in Betrieb befindliche Sägewerk in Nordamerika.
Auch nach der Schließung und dem Abriss des Sägewerks gehört die Stadt einer Tochterfirma von Pope & Talbot. Die Gebäude sind renoviert und vermietet, die Kirche ist ein beliebter Hochzeitsort, und auf den Grünflächen um die Siedlung finden Kunstmärkte, Bürgerkriegs-Reenactments andere Veranstaltungen statt. Im Erdgeschoss des General Store befindet sich ein Museum zur Geschichte und Technik des Sägewerks. Auf dem Buena Vista Friedhof befinden sich Gräber von 115 Personen aus zehn Ländern, darunter das Grab des deutschstämmigen Gustav Englebrecht, der in dem Gefecht von 1856 gefallen ist und damit als erster Angehöriger der US-Marine gilt, der im nordwestlichen Pazifik gefallen ist. Der Friedhof liegt auf einem Hügel, von dem sich ein Panoramablick über den Puget Sound bietet.
Nördlich der Stadt liegt am nördlichen Ende der Kitsap Peninsula die Port Gamble S’Klallam Reservation. Zum Stamm der S’Klallam gehören über 1.100 Indianer, von denen etwa die Hälfte in der Reservation lebt.